# Monika Böttcher

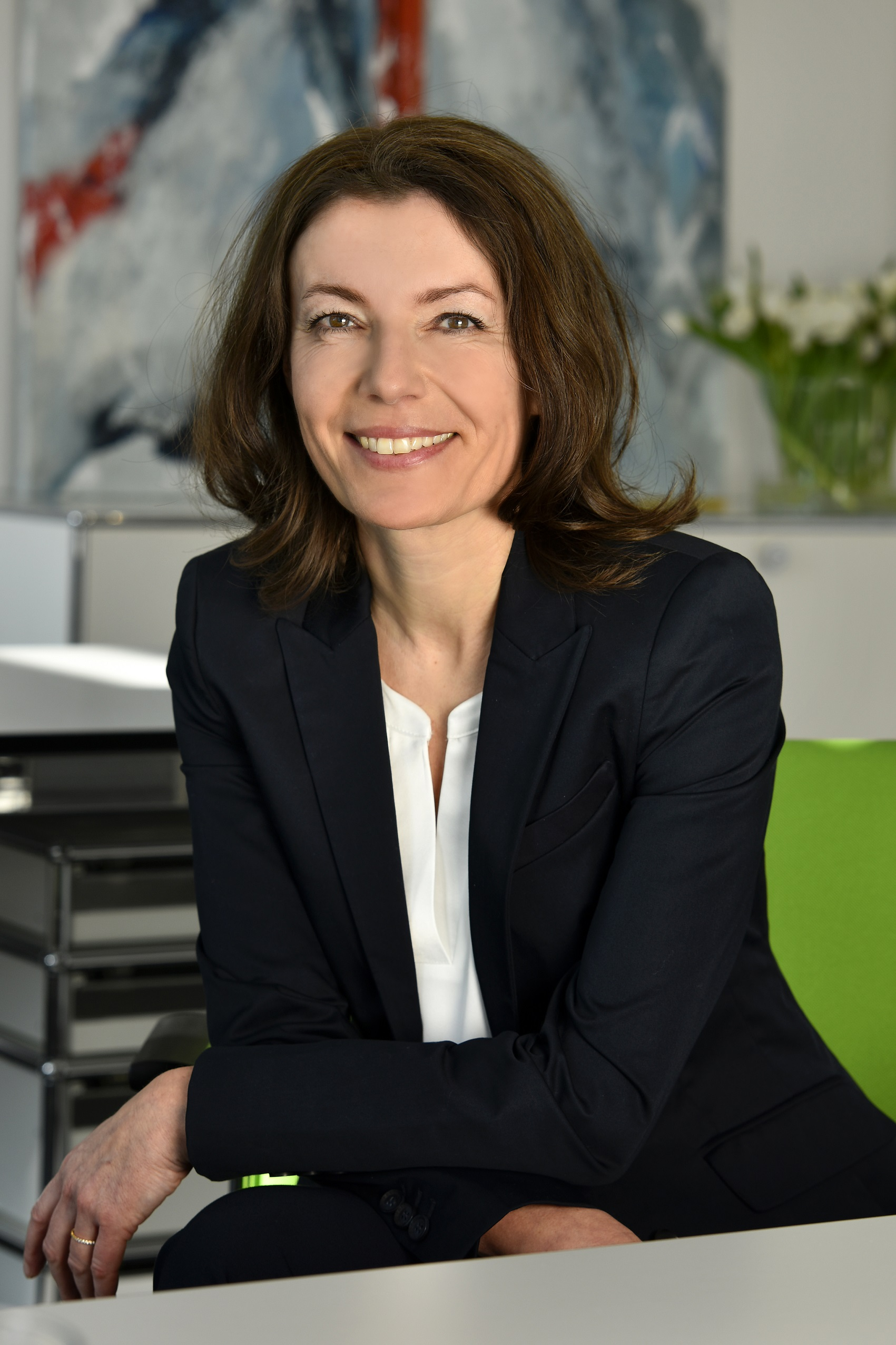
Monika Böttcher (2017)

Monika Böttcher (* 25. Januar 1968 in Mannheim) ist eine deutsche parteilose Politikerin und seit Januar 2016 Bürgermeisterin der Stadt Maintal.

## Leben
Böttcher machte 1987 Abitur am Elisabeth-Gymnasium. Ab 1988 studierte sie Politikwissenschaft und Soziologie an der Ruprecht-Karls-Universität Heidelberg. 1989 wechselte sie an die Philipps-Universität Marburg und studierte zusätzlich Medienwissenschaft und Kunstgeschichte. 1995 schloss sie ihr Studium mit einem Magister artium in Politikwissenschaft ab. Böttcher wurde nun für die Public-Relations-Agentur Burson-Marsteller in Frankfurt am Main tätig, erst als Trainee, anschließend als Beraterin. 1998 machte sie sich als Beraterin selbstständig.
Am 13. September 2015 kandidierte sie für das Amt des Bürgermeisters von Maintal. Nachdem keiner der Bewerber die nötige Mehrzahl der Stimmen erzielen konnte, wurde Böttcher am 27. September 2015 in einer Stichwahl mit 51,8 % der abgegebenen Stimmen zur Bürgermeisterin von Maintal gewählt und löste damit den bisherigen Amtsinhaber Erhard Rohrbach (CDU) ab, der nicht mehr kandidiert hatte. Ihre Amtseinführung erfolgte im Januar 2016. Bereits vor ihrer Wahl zur Bürgermeisterin war Böttcher seit 2009 als ehrenamtliche Kinderbeauftragte der Stadt Maintal aktiv. Bei der Bürgermeisterwahl am 26. September 2021 wurde Böttcher mit 50,5 % der abgegebenen Stimmen im Amt bestätigt.
Böttcher ist Mutter zweier Söhne.